# Ленинградская премьера симфонии № 7 Дмитрия Шостаковича
Ленинградская премьера симфонии № 7 Дмитрия Шостаковича состоялась 9 августа 1942 года во время Великой Отечественной войны, когда город Ленинград находился в осаде немецких войск.
Ленинградская симфония — произведение советского композитора Дмитрия Шостаковича, ставшее музыкальным символом стойкости и мужества защитников блокадного города, премьерное исполнение которой состоялось 9 августа 1942 года в Большом концертном зале Ленинградской филармонии в дни блокады Ленинграда во время Великой Отечественной войны. Название «ленинградская» симфонии дала Анна Ахматова.
Весной 1942 года симфония впервые прозвучала в Куйбышеве — в этом городе Шостакович жил во время эвакуации. Второе исполнение произошло в Ташкенте, куда был эвакуирован основной состав Ленинградской консерватории. Далее, она прозвучала в Новосибирске, где симфонию исполнил в июне Заслуженный коллектив республики под управлением Евгения Мравинского. За рубежом она прозвучала в июне в Великобритании, а в июле — в США. Композитор мечтал о том, чтобы жители блокадного Ленинграда смогли услышать его произведение, посвящённое жителям блокадного города. Его желание осуществилось в августе 1942 года.

## История
В руководстве города и на Ленинградском фронте было принято решение изыскать возможность исполнения произведения Шостаковича в Ленинграде. Премьеру планировалось провести в августе, чтобы показать всему миру, что планы Гитлера об уничтожении Ленинграда и «нанесение политического и морально-психологического урона советскому народу» — плод больного воображения лидера Третьего Рейха.
Музыканты Большого симфонического оркестра Ленинградского радиокомитета, оставшиеся в городе, были единственными из всех коллективов, работавшими в блокадное время — по радио и в Большом зале филармонии шли концерты, люди могли слушать классическую музыку. После суровой голодной зимы 1941—1942 годов, получая вместе с остальными жителями города по 150 граммов хлеба в сутки в самые тяжёлые месяцы, летом они ходили на репетиции, готовясь исполнить седьмую симфонию Шостаковича. Они находились на казарменном положении, были причислены к командам МПВО — когда над городом кружили вражеские самолёты, как и тысячи ленинградцев, дежурили на чердаках и крышах, чтобы тушить зажигательные бомбы.
Дирижёр оркестра — Карл Элиасберг к началу репетиций вместе с женой провёл в больнице несколько недель с диагнозом «алиментарная дистрофия».
Подготовка премьерного концерта была неимоверно трудной. Часть исполнителей была в эвакуации, часть — в больнице, кто-то погиб; об этом факте говорят записи дирижёра в журнале ансамбля: «Репетиция не состоялась. Срабиан мёртв. Петров болен. Боришев мёртв. Оркестр не работает». Из ста музыкантов осталось 27 человек. По ленинградскому радио объявили, что городская филармония собирает музыкантов, находящихся в городе, и просит их явиться в Радиокомитет. Дирижёр разыскивал исполнителей, чтобы начать репетиции. Начальство ленинградской автоинспекции (ГАИ) выделило Элиасбергу велосипед, так как ему приходилось много передвигаться по городу в поисках музыкантов. Их искали не только в Ленинграде, но и на фронтах, освобождая от службы. Когда собралось достаточное количество исполнителей, начались репетиции.
Первая репетиция была организована всего для пятнадцати музыкантов, которые устали через пятнадцать минут игры — у них не было сил продолжать репетицию и держать в руках инструменты. Один из трубачей извинялся за то, что не смог извлечь из инструмента ни одной ноты.
Музыкантам выдавался горячий обед в столовой Горсовета — один раз в день они ходили туда, чтобы набраться сил. Одного из музыкантов — барабанщика Ж. К. Айдарова, упавшего в голодный обморок, дирижёр нашёл в морге и буквально спас его от смерти. Случались курьёзные, с сегодняшней точки зрения, случаи: из маракас был вынут, сварен и съеден горох, который заменили гвоздями. Дирижёр немедленно услышал неверное звучание инструмента и потребовал вернуть нужный продукт.
Элиасберг был строг, он требовал приходить на репетиции без опозданий и репетировать по 5-6 часов, чтобы добиться совершенного исполнения, чистого звучания и верного интонирования, и, хотя у некоторых музыкантов от истощения кружилась голова во время игры, он не отступал от принципов, что приводило исполнителей в нужное состояние. Репетируя по шесть дней в неделю, музыканты сыграли симфонию после единственной генеральной репетиции. 7 августа 1942 года подготовительная работа была закончена, оставалась художественная отделка исполнения симфонии и подготовка к премьере.
Для исполнения симфонии и проведения премьерного концерта в условиях военного времени требовались дополнительная помощь, в том числе, Ленинградского военного фронта. Мощная артподготовка велась накануне и в день премьеры, чтобы в освещённое здание Большого зала филармонии и на площадь Искусств не упал ни один снаряд. Исполнение симфонии по словам дирижёра, прошло «при совершенно переполненном зале», транслировалось по радио и по громкоговорителям городской сети, чтобы немецкие войска слышали, что город жив, в нём проходят концерты, и люди слушают героическую музыку.
На премьере в Куйбышеве присутствовало много иностранных корреспондентов, передавших восторженные отклики в информационные агентства. Поступили запросы на исполнение симфонии за рубежом. Ноты были скопированы на микрофильм и доставлены в США через Тегеран и Лондон. 22 июня 1942 года исполнение Лондонским филармоническим оркестром под управлением Генри Вуда транслировалось по радио, а 29 июня в Альберт-холле состоялось концертное исполнение. 19 июля 1942 года симфонический оркестр американской коммерческой телекомпании NBC под управлением известного итальянского дирижёра Артуро Тосканини исполнил симфонию, которая транслировалась по радио. Портрет Шостаковича в образе участника пожарной команды противовоздушной обороны появился на обложке Time.
После премьеры «Ленинградская» симфония была исполнена в Берлине зимой 1946-47 года. Оркестр под управлением Серджиу Челибидаке выступал в Немецкой государственной опере и получила восторженные отклики у публики во всем мире. Музыкальные критики, музыканты и дирижёры сравнивали Седьмую симфонию Шостаковича с «Героической» симфонией Бетховена. Его Симфония № 7 стала отождествлением борьбы советского народа против фашизма.
Симфония прошла практически по всем концертным залам мира и стала самым популярным произведением Шостаковича. Только в Америке она выдержала 60 представлений в течение одного года и была исполнена в большинстве крупных городов Восточной и Западной Европы.
В XXI веке «Ленинградскую» симфонию продолжают называть «уникальной резонансной главой и откровением в истории XX века».
Исполнение симфонии в день снятия блокады Ленинграда стало традицией.

## Рецензии и критика

### Отзывы современников
Писатель-современник Алексей Толстой:
«Седьмая симфония возникла из совести русского народа, принявшего без колебания смертный бой с чёрными силами. Написанная в Ленинграде, она выросла до размеров большого мирового искусства, понятного на всех широтах и меридианах, потому что она рассказывает правду о человеке в небывалую годину его бедствий и испытаний».
Государственный деятель Емельян Ярославский:
«Седьмая симфония Дмитрия Шостаковича — это выражение растущей и неизбежной победы советского народа над гитлеровской Германией, симфония всепобеждающего мужества, симфония торжествующей правды советского народа над всеми реакционными силами мира».
Валериан Богданов-Березовский, композитор и друг Шостаковича, присутствовавший на концерте, через два дня написал в «Ленинградской правде» статью, в которой описал, что концерт был «бурным и страстным — как торжественное мероприятие, грандиозным и торжественным — как национальный праздник».
Исполнитель симфонии в блокадном Ленинграде музыкант Жавдет Караматулович Айдаров: «Я, как участник первого исполнения 7-й симфонии Шостаковича в Ленинграде, всегда, когда меня просят рассказать об этом, выполняю просьбу с волнением, с чувством большой ответственности. Ибо это не просто рассказ о большом историческом событии в жизни советской музыки. Это — низкий поклон перед светлой памятью погибших во время блокады музыкантов, низкий поклон перед светлой памятью гениального композитора нашей эпохи Дмитрия Дмитриевича Шостаковича, низкий поклон перед памятью замечательного дирижёра Элиасберга. Именно они, ленинградские музыканты, вместе с бойцами Ленинградского фронта, показали стойкость, мужество советских людей».
На попытки представить симфонию как протест против любой диктатуры ответил автор:

 Я писал её быстрее, чем предыдущие произведения. Я не мог поступить по-другому, и не сочинять её. Вокруг шла страшная война. Я всего лишь хотел запечатлеть образ нашей страны, которая так отчаянно сражается, в собственной музыке. В первый день войны я уже принялся за работу. Тогда я проживал в консерватории, как и многие мои знакомые музыканты. Я являлся бойцом противовоздушной обороны. Я не спал, и не ел и отрывался от сочинения только, когда дежурил или при возникновении воздушных тревог. — Дмитрий Шостакович

## В кино
- «Ленинградская симфония», СССР, 1957. Сценарий и режиссура — Захар Аграненко.
- «Ленинградская симфония». Германия, 2017 г. Режиссёры Кристиан Фрей, Карстен Гучмидт.
- В 2020 году начались съёмки 8-серийного телефильма «Седьмая симфония» режиссера Александра Котта[17]. Премьера состоялась 8 ноября 2021 года.